# Mustelus fasciatus
Mustelus fasciatus är en hajart som först beskrevs av Garman 1913.  Mustelus fasciatus ingår i släktet Mustelus och familjen hundhajar. IUCN kategoriserar arten globalt som akut hotad. Inga underarter finns listade i Catalogue of Life.